# 엘리자베스타운 (영화)
엘리자베스타운(Elizabethtown)은 2005년 개봉한 미국의 로맨틱 희비극 영화이다.
이 영화는 크루즈/바그너 프로덕션와 비닐 필름스에서 제작되었다. 2005년 9월 4일 2005년 베니스 영화제에서 초연되었으며 2005년 10월 14일 전 세계적으로 개봉되었다. 개봉 주말에 1,060만 달러, 예산 4,500만 달러 대비 전 세계적으로 5,200만 달러의 수익을 올렸다. 로튼 토마토에 대한 비평가들로부터 일반적으로 부정적인 평가를 받았으며 메타크리틱에 대한 엇갈린 평가를 받았다.

## 줄거리
주인공 드류 베일러는 잘 나가던 스포츠 의류 회사의 신발 디자이너였지만, 자신의 디자인 결함으로 회사에 막대한 손해를 입히고 해고당한다. 실의에 빠진 그는 자살을 결심하지만, 아버지의 사망 소식을 듣고 고향인 켄터키주 엘리자베스타운으로 향하게 된다. 아버지의 시신을 수습하기 위해 떠난 여정에서 드류는 특이하고 활기 넘치는 승무원 클레어를 만나게 된다. 클레어는 드류에게 끊임없이 말을 걸며 그의 우울함을 덜어주려 하고, 드류는 처음에는 그녀를 귀찮아하지만 점점 그녀에게 끌린다.
엘리자베스타운에 도착한 드류는 가족들과 아버지의 장례 절차를 진행하면서, 어머니의 요구와 가족들의 반대 사이에서 갈등한다. 우울함과 권태로움에 시달리던 드류는 클레어와 전화로 오랜 시간 대화를 나누게 되고, 그녀에게 끌려 새벽에 만나 짧은 시간을 함께 보낸다. 이후 드류는 가족과의 불화와 장례 준비로 혼란스러워하는 와중에 클레어가 갑자기 나타나 그를 돕기 시작한다. 클레어는 장례 절차를 함께하고 드류의 감정을 다독이며 그가 제자리를 찾도록 돕는다.
결국 드류의 아버지는 화장되고, 드류는 클레어와 다투지만 결국 화해한다. 클레어는 드류에게 아버지를 기리는 여행을 제안하고, 맞춤형 여행 지도와 음악 CD가 담긴 상자를 건넨다. 드류는 클레어가 제시한 경로를 따라 여행하면서 아버지의 유골을 뿌리고, 새로운 시작을 다짐한다. 여행의 마지막 목적지에서 드류는 다시 한번 선택의 기로에 놓이지만, 결국 '빨간 모자를 쓴 소녀'를 찾아 새로운 사랑을 시작하고, 클레어에 대한 자신의 사랑을 깨닫는다.

## 출연

### 주연
- 올랜도 블룸
- 커스틴 던스트
- 수잔 서랜든

### 조연
- 알렉 볼드윈
- 브루스 맥길
- 주디 그리어
- 제시카 비엘
- 폴 슈나이더

## 기타
- 조연출: 스콧 로버트슨
- 미술: 클레이 A. 그리피스
- 의상: 낸시 스타이너
- Ass-PD: 앤디 피셔
- 배역: 게일 레빈